# Municipio de Center (condado de Chatham)
El municipio de Center (en inglés: Center Township) es un municipio ubicado en el  condado de Chatham en el estado estadounidense de Carolina del Norte. En el año 2000 tenía una población de 5.927 habitantes.

## Geografía
El municipio de Center se encuentra ubicado en las coordenadas 35°42′23.56″N 79°10′40.42″O / 35.7065444, -79.1778944.